# Tomislav Brkić
Tomislav Brkić (* 9. března 1990 Mostar) je hercegovský profesionální tenista. Ve své dosavadní kariéře na okruhu ATP Tour vyhrál dva deblové turnaje. Triumfem na Argentina Open 2021 se stal prvním hráčem z Bosny a Hercegoviny, který na túře ATP získal deblovou trofej. Na challengerech ATP a okruhu ITF získal šestnáct titulů ve dvouhře a čtyřicet jedna ve čtyřhře.
Na žebříčku ATP byl ve dvouhře nejvýše klasifikován v říjnu 2014 na 212. místě a ve čtyřhře pak v lednu 2022 na 40. místě. Trénuje ho Alberto Castellani.
V daviscupovém týmu Bosny a Hercegoviny debutoval v roce 2008 jerevanským základním blokem 3. skupiny zóny Evropy a Afriky proti Ghaně. V páru s Mirzou Bašićem vyhrál čtyřhru. Bosenští reprezentanti zvítězili 3:0 na zápasy. Do září 2023 v soutěži nastoupil k třiceti dvěma mezistátním utkáním s bilancí 3–10 ve dvouhře a 21–8 ve čtyřhře.

## Tenisová kariéra
V rámci challengerů debutoval v březnu 2006, když s Mirzou Bašićem zasáhl do čtyřhry sarajevského turnaje dotovaného 25 tisíci dolary. V úvodním kole však získali jen dvě hry na Srby Ilju Bozoljace s Viktorem Troickim. Singlovou soutěž si poprvé zahrál na okruhu ITF během září 2007 v rodném Mostaru. V prvním zápase však uhrál jediný gam na Slovince Blaže Kavčiče z páté světové stovky. Premiérovou challengerovou trofej získal ve čtyřhře sarajevského BH Telecom Indoors 2013 po boku Bašiće. Po obdržení divoké karty postoupili až do finále, v němž zdolali druhé nasazené Slováky Karola Becka a Igora Zelenaje.
V závěru sezóny 2019 se začal specializovat na čtyřhru. V roce 2020 ukončil partnerství s Chorvatem Antem Pavićem, s nímž prošel do prvního semifinále na okruhu ATP Tour, když v této fázi vypadli na Open Sud de France 2020 v Montpellier. Po pětiměsíční koronavirové pauze si zahrál semifinále čtyřhry po boku Salvadorce Marcela Arévala na nursultanském Astana Open 2020 a s Chorvatem Marinem Čilićem na listopadovém Sofia Open 2020. V únoru 2021 se jeho stabilním spoluhráčem stal Srb Nikola Ćaćić, s nímž vybojoval první kariérní trofej ATP z březnového Argentina Open 2021 v Buenos Aires. V boji o titul triumfovali nad uruguaysko-ekvádorskou dvojicí Ariel Behar a Gonzalo Escobar po dvousetovém průběhu. Stal se tak prvním hráčem z Bosny a Hercegoviny, jenž vyhrál deblový turnaj na okruhu ATP Tour.
Debut v hlavní soutěži nejvyšší grandslamové kategorie zaznamenal v mužském deblu Australian Open 2021, do něhož nastoupil s Pákistáncem Ajsámem Kúreším. Ve druhém kole však nenašli recept na pozdější finalisty a páté nasazené Rajeeva Rama s Joem Salisburym.

## Finále na okruhu ATP Tour

### Čtyřhra: 5 (2–3)
| Legenda                   |
| ------------------------- |
| Grand Slam (0)            |
| Turnaj mistrů (0)         |
| ATP Tour Masters 1000 (0) |
| ATP Tour 500 (0)          |
| ATP Tour 250 (2–3)        |

| Stav      | č. | datum         | turnaj                  | povrch    | spoluhráč        | soupeři ve finále                     | výsledek         |
| --------- | -- | ------------- | ----------------------- | --------- | ---------------- | ------------------------------------- | ---------------- |
| Vítěz     | 1. | březen 2021   | Buenos Aires, Argentina | antuka    | Nikola Ćaćić     | Ariel Behar Gonzalo Escobar           | 6–3, 7–5         |
| Finalista | 1. | duben 2021    | Marbella, Španělsko     | antuka    | Nikola Ćaćić     | Ariel Behar Gonzalo Escobar           | 2–6, 4–6         |
| Finalista | 2. | červenec 2021 | Umag, Chorvatsko        | antuka    | Nikola Ćaćić     | Fernando Romboli David Vega Hernández | 3–6, 5–7         |
| Finalista | 3. | říjen 2021    | Moskva, Rusko           | tvrdý (h) | Nikola Ćaćić     | Harri Heliövaara Matwé Middelkoop     | 5–7, 6–4, [9–11] |
| Vítěz     | 2. | červenec 2022 | Gstaad, Švýcarsko       | antuka    | Francisco Cabral | Robin Haase Philipp Oswald            | 6–4, 6–4         |

## Tituly na challengerech ATP a okruhu ITF
| Legenda                 |
| ----------------------- |
| Challengery (0 D; 11 Č) |
| ITF (16 D; 30 Č)        |

### Dvouhra (16 titulů)
| Č.  | datum         | turnaj                           | povrch | poražený finalista | výsledek                |
| --- | ------------- | -------------------------------- | ------ | ------------------ | ----------------------- |
| 1.  | květen 2011   | Prijedor, Bosna a Hercegovina    | antuka | Mirza Bašić        | 6–4, 7–5                |
| 2.  | leden 2012    | Antalya, Turecko                 | tvrdý  | Michal Konečný     | 6–4, 6–1                |
| 3.  | listopad 2013 | Bol, Chorvatsko                  | antuka | Salvatore Caruso   | 4–6, 7–5, 7–5           |
| 4.  | březen 2014   | Antalya, Turecko                 | tvrdý  | Aldin Šetkić       | 6–2, 3–6, 7–5           |
| 5.  | srpen 2014    | Appiano, Itálie                  | antuka | Daniele Giorgini   | 7–6(7–3), 7–6(10–8)     |
| 6.  | srpen 2014    | Este, Itálie                     | antuka | Francesco Picco    | 6–2, 7–6(8–6)           |
| 7.  | září 2014     | Bol, Chorvatsko                  | antuka | Riccardo Sinicropi | 7–5, 6–2                |
| 8.  | květen 2015   | Bol, Chorvatsko                  | antuka | Václav Šafránek    | 6–2, 6–4                |
| 9.  | listopad 2015 | Antalya, Turecko                 | antuka | Gibril Diarra      | 7–5, 6–2                |
| 10. | srpen 2016    | Subotica, Srbsko                 | antuka | Ljubomir Čelebić   | 6–4, 6–2                |
| 11. | únor 2017     | Hammámet, Tunisko                | antuka | Kristijan Mesaroš  | 6–1, 4–1skreč           |
| 12. | červen 2017   | Brčko, Bosna a Hercegovina       | antuka | Evan King          | 7–6(9–7), 6–3           |
| 13. | srpen 2017    | Novi Sad, Srbsko                 | antuka | Nino Serdarušić    | 6–2, 6–7(5–7), 6–3      |
| 14. | září 2017     | Terst, Itálie                    | antuka | Adelchi Virgili    | 7–6(7–2), 4–6, 7–6(8–6) |
| 15. | listopad 2017 | Santa Margherita di Pula, Itálie | antuka | Lorenzo Sonego     | 7–5, 6–4                |
| 16. | prosinec 2017 | Antalya, Turecko                 | antuka | Nikola Ćaćić       | 7–6(7–2), 2–6, 7–6(9–7) |

### Čtyřhra (41 titulů)
| Č.  | datum         | turnaj                           | povrch    | spoluhráč         | poražení finalisté                      | výsledek              |
| --- | ------------- | -------------------------------- | --------- | ----------------- | --------------------------------------- | --------------------- |
| 1.  | červen 2008   | Prijedor, Bosna a Hercegovina    | antuka    | Milan Bradarić    | David Savić Vilim Višak                 | 6–2, 6–3              |
| 2.  | červenec 2009 | Kolín nad Rýnem, Německo         | antuka    | Ante Pavić        | Daniel Caracciolo Jacek Szygowski       | 6–3, 7–6(7–2)         |
| 3.  | říjen 2010    | Dubrovník, Chorvatsko            | antuka    | Damir Džumhur     | Kristijan Mesaroš Marin Milan           | 2–6, 6–1, [11–9]      |
| 4.  | srpen 2011    | Vinkovci, Chorvatsko             | antuka    | Marin Franjičević | Mislav Hižak Blaž Rola                  | 3–6, 6–3, [10–7]      |
| 5.  | leden 2012    | Antalya, Turecko                 | tvrdý     | Aldin Šetkić      | Carl Bergman Patrik Brydolf             | 3–6, 7–6(7–2), [10–8] |
| 6.  | září 2012     | Osijek, Chorvatsko               | antuka    | Aldin Šetkić      | Ivan Bjelica Matej Sabanov              | 6–4, 6–1              |
| 7.  | prosinec 2012 | Antalya, Turecko                 | tvrdý     | Dino Marcan       | Andrei Ciumac Volodymyr Užylovskyj      | 6–1, 7–6(7–5)         |
| 8.  | březen 2013   | Sarajevo, Bosna a Hercegovina    | tvrdý (h) | Mirza Bašić       | Karol Beck Igor Zelenay                 | 6–3, 7–5              |
| 9.  | březen 2013   | Rovinj, Chorvatsko               | antuka    | Steven Diez       | Nikolaus Moser Tristan-Samuel Weissborn | 6–2, 6–2              |
| 10. | březen 2013   | Vrsar, Chorvatsko                | antuka    | Mate Delić        | Lukáš Maršoun Dominik Süč               | 2–6, 7–6(7–3), [10–8] |
| 11. | červen 2013   | Doboj, Bosna a Hercegovina       | antuka    | Duje Kekez        | Nerman Fatić Ismar Gorčić               | 6–3, 6–4              |
| 12. | srpen 2013    | Novi Sad, Srbsko                 | antuka    | Duje Kekez        | Ismar Gorčić Ilija Vučić                | 6–3, 7–6(7–1)         |
| 13. | srpen 2013    | Čakovec, Chorvatsko              | antuka    | Duje Kekez        | Francesco Borgo Andrea Patracchini      | 7–5, 6–1              |
| 14. | říjen 2013    | Solin, Chorvatsko                | antuka    | Mate Delić        | Alexandr Kondulukov Alexej Kondulukov   | 6–3, 4–6, [10–4]      |
| 15. | prosinec 2013 | Antalya, Turecko                 | tvrdý     | Aldin Šetkić      | Alban Meuffels Lukas Mugevičius         | 6–2, 6–1              |
| 16. | únor 2014     | Záhřeb, Chorvatsko               | tvrdý (h) | Janez Semrajč     | Dino Marcan Antonio Šančić              | 7–6(7–3), 7–6(9–7)    |
| 17. | květen 2014   | Doboj, Bosna a Hercegovina       | antuka    | Nikola Ćaćić      | Ivan Milivojević Bojan Zdravković       | 6–1, 6–3              |
| 18. | květen 2014   | Prijedor, Bosna a Hercegovina    | antuka    | Nikola Čačić      | Darko Jandrić Ante Marinčić             | 6–3, 6–2              |
| 19. | červen 2014   | Kiseljak, Bosna a Hercegovina    | antuka    | Ante Marinčić     | Ljubomir Čelebić Giorgio Portaluri      | 6–2, 6–2              |
| 20. | srpen 2014    | Appiano, Itálie                  | antuka    | Mirza Bašić       | Yannik Reuter Maxime Teixeira           | 6–3, 6–4              |
| 21. | listopad 2015 | Antalya, Turecko                 | antuka    | Darko Jandrić     | Tuna Altuna Cem İlkel                   | 7–6(7–3), 6–3         |
| 22. | leden 2016    | Castelldefels, Španělsko         | antuka    | Gonçalo Oliveira  | Samuel Bensoussan Michal Schmid         | 6–2, 3–6, [10–1]      |
| 23. | únor 2016     | Peguera, Španělsko               | antuka    | Kamil Majchrzak   | Carlos Taberner Kento Jamada            | 6–3, 6–4              |
| 24. | únor 2016     | Peguera, Španělsko               | antuka    | Gonçalo Oliveira  | Pietro Rondoni Jacopo Stefanini         | 6–7(6–8), 6–3, [10–6] |
| 25. | červen 2016   | Breda, Nizozemsko                | antuka    | Kamil Majchrzak   | Karim-Mohamed Maamoun Ilija Vučić       | 6–0, 6–2              |
| 26. | červenec 2016 | Montauban, Francie               | antuka    | Caio Zampieri     | Pedro Martínez Lamine Ouahab            | 6–1, 6–2              |
| 27. | leden 2017    | Plantation, Spojené státy        | antuka    | Nikola Čačić      | Jaume Pla Malfeito Miguel Semmler       | 4–6, 6–1, [10–3]      |
| 28. | únor 2017     | Hammámet, Tunisko                | antuka    | Nikola Čačić      | Oscar José Gutierrez Nicolas Santos     | 6–3, 6–2              |
| 1.  | listopad 2017 | Puné, Indie                      | tvrdý     | Ante Pavić        | Pedro Martínez Adrián Menéndez Maceiras | 6–1, 7–6(7–5)         |
| 29. | březen 2018   | Santa Margherita di Pula, Itálie | antuka    | Milan Radojković  | Franco Capalbo Gerónimo Espín Busleiman | 6–3, 4–6, [10–7]      |
| 30. | duben 2018    | Santa Margherita di Pula, Itálie | antuka    | Milan Radojković  | Franco Capalbo Gerónimo Espín Busleiman | 4–6, 6–3, [10–8]      |
| 2.  | červen 2018   | Poprad, Slovensko                | antuka    | Ante Pavić        | Nikola Čačić Luca Margaroli             | 6–3, 4–6, [16–14]     |
| 3.  | červenec 2018 | Padova, Itálie                   | antuka    | Ante Pavić        | Walter Trusendi Andrea Vavassori        | 6–3, 7–6(7–4)         |
| 4.  | červen 2019   | Milan, Itálie                    | antuka    | Ante Pavić        | Andrej Vasilevskij Andrea Vavassori     | 7–6(8–6), 6–2         |
| 5.  | červenec 2019 | Perugia, Itálie                  | antuka    | Ante Pavić        | Rogério Dutra da Silva Szymon Walków    | 6–4, 6–3              |
| 6.  | srpen 2019    | Cordenons, Itálie                | antuka    | Ante Pavić        | Nikola Čačić Antonio Šančić             | 6–2, 6–3              |
| 7.  | srpen 2019    | L'Aquila, Itálie                 | antuka    | Ante Pavić        | Luca Margaroli Andrea Vavassori         | 6–3, 6–2              |
| 8.  | září 2019     | Biella, Itálie                   | antuka    | Ante Pavic        | Ariel Behar Andrej Golubjev             | 7–6(7–2), 6–4         |
| 9.  | září 2020     | Forli, Itálie                    | antuka    | Nikola Ćaćić      | Andrea Vavassori Andrej Golubjev        | 3–6, 7–5, [10–3]      |
| 10. | říjen 2020    | Parma, Itálie                    | antuka    | Marcelo Arévalo   | Ariel Behar Gonzalo Escobar             | 6–4, 6–4              |
| 11. | říjen 2022    | Parma, Itálie                    | antuka    | Nikola Ćaćić      | Luis David Martínez Igor Zelenay        | 6–2, 6–2              |